# Isola Santa Cruz (Galápagos)
L'isola Santa Cruz  è un'isola dell'arcipelago delle Galápagos. L'isola, così chiamata in onore della Santa Croce, è altresì nota come isola Indefatigable, dal nome di un vascello britannico chiamato HMS Indefatigable.
L'isola ha un'area di 986 km² e un'altitudine massima di 864 metri sul livello del mare. Santa Cruz è l'isola che ospita la maggiore popolazione umana dell'arcipelago, nella città di Puerto Ayora, per un totale di 12 000 abitanti sull'isola. Sull'isola si trovano la stazione di ricerca Charles Darwin e il quartier generale dell'autorità del parco nazionale delle isole; presso il centro di ricerca opera un allevamento di tartarughe che si occupa del reinserimento di questi animali nel loro habitat. Le zone collinari di Santa Cruz possiedono una vegetazione lussureggiante e sono famose per i tunnel di lava. A Santa Cruz si trovano numerose tartarughe. Black Turtle Cove è uno sito circondato da mangrovie che le tartarughe marine, le razze e piccoli squali usano come zona di accoppiamento. Altro sito dell'isola è Cerro Dragòn, noto per la laguna dei fenicotteri, lungo i cui sentieri è possibile vedere le iguane mangiare.